# Prins van den Bloede
Prins van den Bloede is het vierde deel van de fantasy-serie De Saga van de Oorlog van de Grote Scheuring, geschreven door Raymond E. Feist. Deze serie gaat over de oorlog die ontstaat doordat een door magie gewrochte opening in de drie dimensies van de ruimte ervoor zorgt dat de werelden Midkemia en Kelewan met elkaar verbonden worden. De oorspronkelijke titel van het boek is 'Prince of the Blood', en het werd uitgegeven in 1989.

## Samenvatting van het boek
Het is inmiddels achttien jaar na de Oorlog van de Grote Scheuring. In Midkemia heerst al jaren betrekkelijke rust.
Aan deze periode van vrede en voorspoed dreigt nu abrupt een einde te komen. Prins Arutha, de troonopvolger, geeft te kennen niet van zins te zijn de troon te bestijgen en zijn twee zoons, de tweeling Borric en Erland, zijn nog veel te jong en onervaren om de verantwoordelijkheden van het koningschap te kunnen dragen.
Als voorbereiding op hun toekomstige taak stuurt Arutha de tweeling op een belangrijke diplomatieke missie naar het keizerrijk Kesh, van oudsher de vijand van het koninkrijk. Wat Arutha niet weet is dat in Kesh een grote volksopstand op het punt van uitbreken staat.
Een aanslag op het leven van de tweeling is de aanleiding tot een avontuur dat de prinsenzonen meevoert naar de verste uithoeken van Kesh en dat hen in een klap volwassen maakt.